# Édgar Esquivel
Édgar Porfirio Socorro Esquivel Herrera (Heredia; 27 de febrero de 1925-San José; 11 de agosto de 1974) fue un futbolista costarricense que jugaba como centrocampista. Es hermano mayor del también jugador Eladio Esquivel.

## Clubes
| Club                   | País       | Año       |
| ---------------------- | ---------- | --------- |
| Universidad            | Costa Rica | 1943-1948 |
| Independiente Medellín | Colombia   | 1948-1949 |
| Herediano              | Costa Rica | 1949-1960 |
| Alajuelense            | Costa Rica | 1961-1962 |

## Palmarés

### Títulos nacionales
| Título                         | Equipo      | País       | Año  |
| ------------------------------ | ----------- | ---------- | ---- |
| Primera División               | Universidad | Costa Rica | 1943 |
| Primera División               | Herediano   | Costa Rica | 1951 |
| Copa Costa Rica                | Herediano   | Costa Rica | 1954 |
| Copa Reina del Canadá          | Herediano   | Costa Rica | 1955 |
| Primera División               | Herediano   | Costa Rica | 1955 |
| Copa Hexagonal Interprovincial | Herediano   | Costa Rica | 1956 |

### Títulos internacionales
| Título                                  | Equipo     | Sede       | Año  |
| --------------------------------------- | ---------- | ---------- | ---- |
| Campeonato Centroamericano y del Caribe | Costa Rica | Costa Rica | 1946 |
| Campeonato Centroamericano y del Caribe | Costa Rica | Guatemala  | 1948 |
| Campeonato Centroamericano y del Caribe | Costa Rica | Costa Rica | 1953 |
| Campeonato Centroamericano y del Caribe | Costa Rica | Honduras   | 1955 |